# The Book of Mormon (musical)
The Book of Mormon is een komische musical over twee jonge mormoonse missionarissen die naar Oeganda worden gestuurd. De musical werd bedacht, geschreven en gecomponeerd door Trey Parker en Matt Stone, bekend als de makers van de animatieserie South Park, in samenwerking met songwriter Robert Lopez.

## Verhaal
De naïeve mormonen Kevin Price en Arnold Cunningham worden als missionarissen ('elders') naar Oeganda gestuurd om de plaatselijke bevolking te bekeren tot de Kerk van Jezus Christus van de Heiligen der Laatste Dagen. Price, die zichzelf nogal hoog heeft zitten, denkt dat hij grootse dingen gaat doen in het Afrikaanse land. Eenmaal daar aangekomen blijken de omstandigheden zwaar: in het dorp waar de heren terecht komen, heeft de bevolking last van hongersnood, aids en de krijgsheer General Butt-Fucking Naked die dreigt om alle vrouwen uit het dorp te besnijden. Elder Price en elder Cunningham proberen het verhaal van hun profeet Joseph Smith te vertellen, maar dit maakt weinig indruk op de Oegandezen.
De tegenvallende reacties van de Afrikanen vallen niet goed bij met name elder Price, die daarom besluit zijn maat Cunningham achter te laten om te vertrekken naar de plaats waar hij eigenlijk naartoe had willen gaan: Orlando. Door de afwezigheid van elder Price, staat elder Cunningham er alleen voor. Hij voelt zich eenzaam en dreigt ook de handdoek in de ring te gooien. Dit verandert als hij wordt aangesproken door Nabulungi, de dochter van dorpshoofd Hatimbi. Zij zegt geïnteresseerd te zijn in het Boek van Mormon en nodigt Cunningham opnieuw uit om in het dorp zijn boodschap te verspreiden. Hij besluit zich te vermannen en te gaan. Om de Afrikanen voor zich te winnen, verzint hij een eigen versie van de verhalen uit het Boek van Mormon, die nogal zijn toegepast op de plaatselijke situatie. Zo zou aids kunnen worden genezen door het verkrachten van een kikker en zou God de clitoris heilig hebben genoemd. Cunningham heeft succes: al snel besluit Nabalungi zich te laten dopen en even later volgt ook de rest van het dorp.
Elder Price heeft ondertussen een droom gehad waarin hij in de hel was beland. Hij ziet dit als een openbaring en besluit naar General Butt-Fucking Naked te gaan om hem te bekeren tot het Mormoonse geloof. De krijgsheer is niet onder de indruk en mishandelt Price, waarna deze probeert zijn verdriet weg te drinken met koffie. Elder Cunningham vindt hem en vraagt hem met hem mee te gaan naar het dorp, omdat de missiepresident van het hele gebied op bezoek komt. De president wil Cunningham een medaille geven omdat hij zoveel Afrikanen heeft gedoopt. De Oegandezen hebben een toneelstuk voorbereid voor de president, waarin het verhaal van Joseph Smith wordt verteld. Door de fantasie van elder Cunningham is het echter een nogal vrijzinnige versie van het verhaal, waarin onder andere een kikker wordt verkracht, iemand een clitoris heeft als gezicht en wordt gedanst met ewoks.
De president wordt woedend en vertelt aan alle missionarissen om naar huis te gaan. Hij vertelt de Oegandezen dat ze geen leden van de kerk zijn, tot groot verdriet van Nabulungi. Als de krijgsheer even later arriveert en Nabulungi zich besluit aan hem over te geven, verschijnen elder Price en elder Cunningham net op tijd met het verzonnen verhaal dat Cunningham uit de dood is opgestaan nadat hij was opgegeten door leeuwen. De generaal wordt bang en kiest eieren voor zijn geld, waardoor het dorp eindelijk weer veilig is. Het verhaal eindigt met de groep Oegandezen die de deuren langsgaat om niet het Boek van Mormon, maar het Boek van Arnold aan te prijzen, van hun profeet Arnold Cunningham.

## Personages
- Elder Kevin Price, een vrome 19-jarige mormoon die grootse plannen heeft en zichzelf als de opvolger van de profeet Joseph Smith beschouwt.
- Elder Arnold Cunningham, de ietwat irritante metgezel van Kevin Price die de kerkleer met goede bedoelingen combineert met zijn eigen verzinsels.
- Nabulungi, een Oegandees meisje dat droomt van het mormoonse paradijs genaamd Sal Tlay Ka Siti.
- Elder McKinley, de leider van de zendingspost van de Mormonen in Oeganda die met opgekropte homoseksuele gevoelens kampt.
- Mafala Hatimbi, de gids van de missionarissen en de vader van Nabulungi.
- General Butt-Fucking Naked, een moorddadige krijgsheer met een obsessie voor vrouwenbesnijdenis. Dit personage is gebaseerd op de werkelijk bestaande Liberiaanse krijgsheer General Butt Naked.

## Muziek
Akte I
- "Hello"
- "Two by Two"
- "You and Me (But Mostly Me)"
- "Hasa Diga Eebowai"
- "Turn It Off"
- "I Am Here for You"
- "All American Prophet"
- "Sal Tlay Ka Siti"
- "I Am Here for You" (Reprise)
- "Man Up"

Akte II
- "Making Things Up Again"
- "Spooky Mormon Hell Dream"
- "I Believe"
- "Baptize Me"
- "I Am Africa"
- "Orlando"
- "Joseph Smith American Moses"
- "Hasa Diga Eebowai" (Reprise)
- "Tomorrow Is a Latter Day"
- "Hello" (Reprise)
- "Finale"

## Prijzen
The Book of Mormon werd veertien keer genomineerd voor een Tony Award waarvan er negen verzilverd werden, waaronder de Tony voor beste musical, beste libretto en beste originele muziek. Ook won de musical vijf Drama Desk Awards uit twaalf nominaties (waaronder voor beste musical) en de prijs voor beste musicalalbum bij de 54e Grammy Awards.